# 平塚 (白井市)
平塚（ひらつか）は、千葉県白井市の大字。郵便番号270-1402。

## 地理
北は今井、北東は柏市布瀬、東は印西市浦部、印西市白幡、南東は十余一、南は神々廻、南西は河原子、西は名内に隣接している。

### 地価
住宅地の地価は、2014年（平成26年）1月1日の公示地価によれば、平塚字木通内1066番18の地点で1万6500円/m2となっている。

## 世帯数と人口
2017年（平成29年）10月31日現在の世帯数と人口は以下の通りである。
| 大字 | 世帯数  | 人口  |
| ---- | ------- | ----- |
| 平塚 | 246世帯 | 696人 |

## 小・中学校の学区
市立小・中学校に通う場合、学区は以下の通りとなる。
| 番地 | 小学校                 | 中学校             |
| ---- | ---------------------- | ------------------ |
| 全域 | 白井市立白井第二小学校 | 白井市立白井中学校 |

## 施設
- 旧白井市立白井第二小学校平塚分校
- 平塚東地区消防センター
- 平塚東区集会場
- 平塚西区集会所
- 中台集会所
- 延命寺
- 鳥見神社
- 八幡神社

## 交通

### バス
- 白井市循環バス[6]
  - 東ルート（福祉センター・千葉ニュータウン中央駅ルート）[7][8]
    - （名内） - 92第二工業団地入口 - 93平塚榎台 - 94平塚えびや商店前 - 95白井聖地公園 - 96平塚本郷集会所 - 97旧平塚分校入口 - 98平塚向台 - 99旧平塚キャンプ場 - 100滝田家住宅 - （今井）
- 1970年代なかばまでは、京成バスが六実駅経由松戸駅までの路線を運用していた。